# Lanvéoc
 Lanvéoc  (en bretón Lañveog) es una población y comuna francesa, situada en la región de Bretaña, departamento de Finisterre, en el distrito de Châteaulin y cantón de Crozon.

## Demografía
| 1570 | 1964 | 1957 | 1945 | 1857 | 1876 |
| Para los censos de 1962 a 1999 la población legal corresponde a la población sin duplicidades (Fuente: INSEE [Consultar]) |      |      |      |      |      |